# Stenaria nigricans
Stenaria nigricans là một loài thực vật có hoa trong họ Thiến thảo. Loài này được (Lam.) Terrell mô tả khoa học đầu tiên năm 2001.